# Budy Michałowskie (Grójec)
Pour les articles homonymes, voir Budy Michałowskie.
Budy Michałowskie (prononciation : [ˈbudɨ mixaˈwɔfskʲɛ]) est un village polonais de la gmina de Warka dans le powiat de Grójec de la voïvodie de Mazovie dans le centre-est de la Pologne.
Il se situe à environ 14 km au sud-ouest de Warka (siège de la gmina), 23 km au nord-est de Grójec (siège du powiat) et à 58 km au sud de Varsovie (capitale de la Pologne).
Le village possède une population de 40 habitants en 2006.

## Histoire
De 1975 à 1998, le village appartenait administrativement à la voïvodie de Radom.